# 金光義彦
金光 義彦（かねみつ よしひこ）は、日本の物理学者。京都大学名誉教授。工学博士（東京大学、1986年）。専門は光物性物理学、半導体フォトニクス。

## 経歴
東京大学大学院工学系研究科博士課程修了、千葉大学工学部助手、筑波大学物理学系講師、奈良先端科学技術大学院大学物質創成科学研究科教授、京都大学化学研究所教授を経て京都大学名誉教授。現在、京都大学化学研究所特任教授。

## 主な受賞歴
- 1997年：丸文研究奨励賞[1]
- 2005年：市村学術賞[2]
- 2006年：井上学術賞[3]
- 2019年：島津賞[4]
- 2019年：加藤記念賞[5]
- 2021年：市村地球環境学術賞[6]
- 2022年：American Physical Society Outstanding Referee[7]
- 2022年：文部科学大臣表彰・科学技術賞[8]
- 2023年：応用物理学会フェロー[9]
- 2025年：応用物理学会業績賞[10]

## 著書
- Y. Kanemitsu, M. Kondo & K. Takeda (編著)：Light Emission from Novel Silicon Materials (日本物理学会, 1994年)
- T. Ogawa & Y. Kanemitsu (編著)：Optical Properties of Low-Dimensional Materials (ワールドサイエンティフィック出版社, 1995年)
- T. Ogawa & Y. Kanemitsu (編集)：Optical Properties of Low-Dimensional Materials II (ワールドサイエンティフィック出版社, 1995年)
- 金光義彦, 深津晋 (編著): シリコンフォトニクス―先端光テクノロジーの新展開― (オーム社, 2007年)
- 金光義彦, 岡本信治 (編著): 発光材料の基礎と新しい展開―固体照明・ディスプレイ材料―  (オーム社, 2008年)
- 今堀博, 金光義彦, 有賀克彦 (共著)：ナノテクノロジー (丸善出版, 2010年)
- 荒川泰彦、岩本敏、金光義彦、島野亮、髙原淳一、立間徹 (編集)：光と物質の量子相互作用ハンドブック (エヌ・ティー・エス, 2023年)